# Helmuth Sørensen
Helmuth Nyborg Sørensen (Løsning, 5 de enero de 1937) es un psicólogo y autor danés. Ha sido profesor de psicología del desarrollo en la Universidad de Aarhus (Dinamarca) y piragüista olímpico. Su principal tema de investigación es la conexión entre las hormonas y la inteligencia. Entre otras cosas, ha trabajado en el aumento de la inteligencia de las niñas con síndrome de Turner mediante la administración de estrógenos.
Nyborg es una figura controvertida entre el público danés por sus investigaciones sobre temas como la herencia de la inteligencia y la relación entre sexo e inteligencia. Su artículo en Personality and Individual Differences, en el que informa de una diferencia media de cinco puntos en el coeficiente intelectual a favor de los hombres, ha provocado fuertes reacciones en el público y el mundo académico danés, por ejemplo en un editorial del periódico danés Politiken. En 2011, argumentó en un artículo que la migración de países en vías de desarrollo a Dinamarca causaría un efecto disgenético en el coeficiente intelectual medio del país a lo largo del tiempo.
En sus investigaciones, Nyborg ha argumentado que los blancos tienden a ser más inteligentes que los negros, que la inmigración de países no occidentales provoca un descenso de la inteligencia media del país occidental receptor, y que los ateos tienden a ser más inteligentes que los religiosos. Sus trabajos han sido criticados dentro y fuera del mundo académico y en 2013, el Comité Danés sobre Deshonestidad Científica (DCSD) dictaminaron que había cometido mala conducta científica en su trabajo The decay of Western civilization: Double relaxed Darwinian selection. Esta decisión fue revocada posteriormente por un tribunal danés, absolviéndole de los cargos.
Un estudio realizado en 2019 lo situó como el sexto investigador de inteligencia más controvertido.

## Controversia del 2005
El artículo de Nyborg de 2005 Sex-related differences in general intelligence g, brain size, and social status fue publicado en Personality and Individual Differences. Nyborg fue suspendido tras las críticas a su investigación. La Universidad de Aarhus reunió un comité para investigar, y lo declaró inocente de fraude, pero culpable de "comportamiento gravemente negligente" y le dio una severa reprimenda. Finalmente fue absuelto por el Comité Danés sobre Deshonestidad Científica de los cargos de mala conducta científica y la universidad se vio obligada a reinstalarlo en su cátedra. El 21 de septiembre de 2006, la universidad le dio a Nyborg una "severa reprimenda", revocó su suspensión y declaró el caso cerrado. Según una noticia publicada en 2006 en Science "Colegas de todo el mundo han salido en su defensa, acusando a la universidad de tener motivos políticos y afirmando que los errores de su investigación eran triviales".

## Controversia del 2011
En 2011 Nyborg publicó "The Decay of Western Civilization: Double Relaxed Darwinian Selection" en la revista Personality and Individual Differences, en la que argumentaba que era probable que Dinamarca experimentara un efecto disgenético en la inteligencia debido a la inmigración procedente de Oriente Medio. Tras su publicación fue denunciado por el Comité Danés sobre Deshonestidad Científica (DCSD) acusado de mala conducta científica y de plagio por varios académicos de la Universidad de Aarhus. Le acusaron de utilizar un modelo estadístico para los pronósticos demográficos que se basaba en el trabajo de Jørn Ebbe Vig, sin dar crédito, y de utilizar estadísticas engañosas al suponer que los habitantes de Oriente Medio en Dinamarca mantenían las mismas tasas de reproducción que en sus países de origen. Vig había publicado anteriormente modelos demográficos similares en la revista de Den Danske Forening, una organización nacionalista danesa.
El 31 de octubre de 2013 fue condenado por mala conducta científica por el Comité Danés sobre Deshonestidad Científica tras una investigación de dos años en relación con su artículo The Decay of Western Civilization: Double Relaxed Darwinian Selection. Le declararon culpable de dos cargos, de un total de seis, de los cuales el último era "otras quejas diversas". El primero era que había publicado el artículo sin acreditar como coautor a Jørn Ebbe Vig, cuyos textos previamente publicados fueron incorporados al artículo sin reconocimiento. El DCSD consideró que Vig debería haber sido acreditado, debido a su sustancial contribución, en términos de datos, método y texto. Nyborg declaró que había ofrecido la coautoría a Vig, pero que la oferta fue rechazada y que Vig había pedido que no se le mencionara, por lo que Nyborg optó por publicarlo él mismo. La segunda acusación era que Nyborg había omitido mencionar en la sección de metodología que había convertido una tasa de fecundidad total en una tasa bruta de natalidad, un error que, por sus consecuencias, la DCSD consideraba equivalente a construir datos sin reconocer haberlo hecho, o a sustituirlos por datos ficticios. Cuando Nyborg se enteró de que se trataba de un problema, envió un apéndice a la revista, práctica habitual cuando se detectan errores u omisiones en los trabajos publicados. Sin embargo, la DCSD seguía considerándolo una falta de ética científica, ya que lo consideraba un ejemplo de negligencia grave. En 2015 la revista publicó un editorial comentando el trabajo en el que concluía que Nyborg no había cometido fraude ni plagio. Esta conclusión se basaba en el veredicto de un grupo de trabajo ad hoc formado por Ian Deary, Jelte Wicherts, John Loehlin y William Revelle.
Nyborg demandó al DCSD para que revocara el veredicto, ganó el caso en marzo de 2016 y además se le concedieron las costas por más de 200.000 coronas (aproximadamente 25.000 dólares).

## Publicaciones
Es el editor de un festschrift de 2003, The Scientific Study of General Intelligence: Tribute to Arthur Jensen, publicado por Pergamon Press ( ISBN 0080437931). En 2012 fue el editor de un número especial de Personality and Individual Differences dedicado a celebrar el octavo cumpleaños de otro controvertido psicómetra, el psicólogo norirlandés Richard Lynn.

## Carrera deportiva
Sørensen fue un deportista danés que compitió en piragüismo en la modalidad de aguas tranquilas. Participó en los Juegos Olímpicos de Roma 1960, obteniendo una medalla de bronce en la prueba de K1 4 × 500 m.

### Palmarés internacional
| Juegos Olímpicos | Juegos Olímpicos | Juegos Olímpicos  | Juegos Olímpicos |
| Año              | Lugar            | Medalla           | Competición      |
| ---------------- | ---------------- | ----------------- | ---------------- |
| 1960             | Roma (Italia)    | Medalla de bronce | K1 4 × 500 m     |